# Anton Mirantjuk
Anton Andrejevitj Mirantjuk (russisk: Анто́н Андре́евич Миранчу́к, tr. Anton Andrejevitj Mirantjuk; født 17. oktober 1995 i Slavjansk-na-Kubani, Rusland), er en russisk fodboldspiller (midtbane). Han spiller for den russiske ligaklub Lokomotiv Moskva. Han er tvillingebror til Aleksej Mirantjuk.

## Landshold
Mirantjuk har (pr. juni 2018) spillet seks kampe for det russiske landshold. Han debuterede for holdet 7. oktober 2017 i en venskabskamp mod Sydkorea. Han blev udtaget til den russiske trup til VM 2018 på hjemmebane.